# فاتن هلال بك
فاتن هلال بك مغنية مغربية، تعرف الجمهور عليها من برنامج نجوم ونجوم الموسيقي الذي يعرض على قناة 2M. تميزت فاتن بالأغاني الفصحى المحافظة، وأصبحت علمًا فيها. وشاركت فاتن في أغنية الضمير العربي مع كبار الفنانين من أنحاء الوطن العربي.